# 墨時駅
墨時駅（ムクシえき、朝鮮語: 묵시역）は、朝鮮民主主義人民共和国平安北道球場郡にある駅で、青年八院線に属する。

## 隣の駅
青年八院線
球場青年駅 - 墨時駅 - 沙烏駅